# A Coming Into Existence
A Coming Into Existence è un demo della brutal death metal band statunitense Origin, pubblicato nel 1998 dall'etichetta discografica Original Records.

## Tracce
Testi di Mark Manning.
1. Lethal Manipulation (The Bonecrusher Cronicles) – 2:15
2. Sociocide – 3:54
3. Manimal Instincts – 2:41
4. Inner Reflections – 3:04

Durata totale: 11:54

## Formazione
- Mark Manning - voce
- Paul Ryan - chitarra, voce
- Jeremy Turner - chitarra, voce
- Clint Appelhanz - basso
- George Fluke - batteria